# Sertãozinho Futebol Clube
Sertãozinho Futebol Clube é uma agremiação esportiva brasileira da cidade de Sertãozinho, interior do estado de São Paulo.
Foi fundado em 6 de agosto de 1944 e suas cores são grená e branca.

## História
O futebol chegou à cidade de Sertãozinho no final do século 19, trazido por ingleses que, à época, construíam a Estrada de Ferro Mogiana. Os primeiros jogos eram realizados no Largo São Sebastião, onde ocorriam disputas entre clubes amadores como União, XV de Novembro, Sertanezino, Operário, Mogiana, Palestra Itália, Sete de Setembro, Jahú, Guarani e Aliança Liberal.
Mas o Sertãozinho Futebol Clube só seria fundado na década de 40, exatamente no dia 6 de agosto de 1944. A decisão surgiu após uma reunião entre esportistas da cidade, carentes de um clube que os representasse à altura nos cada vez mais disputados campeonatos da Liga Ribeirãopretana de Futebol.
Em 1954, dez anos após a fundação do clube, veio o primeiro título, quando o time dividiu a taça de campeão amador da Liga Ribeirãopretana com a equipe do Cajuru, da cidade de mesmo nome. Em 1956, o clube conquistou o Torneio Cinquentenário de Sertãozinho.
No início da década de 1960, uma crise fez com que o clube fechasse suas portas. Entre 1961 e 1969 a cidade de Sertãozinho ficou sem um representante regular no futebol da região. A volta ocorreria em 1969, pouco depois da conclusão da construção do estádio municipal Frederico Dalmazo, que deu novo ânimo ao esporte na cidade. Impulsionados pela nova casa, empresários do município ressuscitaram o Sertãozinho, que naquele ano conquistou os títulos da recém-criada Liga Sertanezina de Futebol e da Liga Araraquarense.
O profissionalismo veio no ano seguinte, e em 1970 o Sertãozinho estreou na terceira divisão do Campeonato Paulista (na época chamava-se Segunda Divisão), quando perdeu o acesso contra o Rio Branco de Ibitinga. O clube deu a volta por cima em 1971, quando conquistou o título sobre o Rio Claro e o direito de disputar a Primeira Divisão (atual Série A2).
De 1970, quando começou a participar do Paulistão, até 1993, o Sertãozinho disputou nove temporadas na terceira divisão – entre 1970 e 1971, 1977 e 1981 e 1988 e 1989 – e 15 temporadas na segunda divisão – entre 1972 e 1976, 1982 e 1987 e 1990 e 1993.
Em 1994, houve uma grande reestruturação no futebol paulista. A Primeira Divisão, que vinha sendo disputada em dois grupos cujas proporções de força eram totalmente díspares, foi oficialmente dividida em Séries A1 e A2. A Divisão Intermediária, onde estava o Sertãozinho, também acabou dividida e o clube acabou despencando, no espaço de uma temporada, da segunda para a quarta divisão.
A queda deu início a uma fase muito ruim da história do clube, que em 1995 foi rebaixado para a Série B-1B (equivalente à quinta divisão). O time ficaria no último nível do futebol Paulista até 1998, quando conquistou o acesso. Em 2001, o time conquistou mais um acesso, com o vice-campeão da Série B1. Em 2004, voltou para a Série A3 e, em seguida, para a Série A2. A maior glória veio em 2006, quando o Sertãozinho chegou pela primeira vez à elite do Paulistão. O clube disputou duas temporadas na A1, sendo rebaixado em 2008.
A nova passagem pela A2, no entanto, foi curta. O time conquistou mais uma vez a vaga para a Série A1 em 2009. Foram 25 jogos, com 11 vitórias, seis empates e oito derrotas. Em 2010, o Sertãozinho representou a cidade na elite do futebol paulista mais uma vez, mas a penúltima posição na competição rebaixou a equipe novamente.
De volta à Série A2 a equipe sofreu novo rebaixamento após ficar em último lugar do seu grupo na primeira fase. Na primeira fase da Série A3 2013 a equipe se classificou em oitavo lugar. No quadrangular de acesso a equipe lutou até a última rodada, mas um gol sofrido aos 46 do segundo tempo adiou a volta da equipe ao segundo escalão do futebol paulista.
Apenas em 2016 a equipe conseguiu o retorno. Após confirmar o acesso, o time grená disputou o título contra o Rio Preto. Após vencer o primeiro jogo por 2 a 0, a equipe foi derrotada por 2 a 1, o que lhe garantiu o terceiro título da Série A3 em sua história.
Em 2021 foi rebaixado para a Série A3 do Campeonato Paulista.

## Títulos
| ESTADUAIS | ESTADUAIS                      | ESTADUAIS | ESTADUAIS               |
|           | Competição                     | Títulos   | Temporadas              |
| --------- | ------------------------------ | --------- | ----------------------- |
|           | Campeonato Paulista – Série A3 | 4         | 1971, 2004, 2016 e 2025 |
| TOTAL     |                                |           |                         |
|           | Competição                     | Títulos   | Temporadas              |
|           | Títulos oficiais               | 4         | 4 Estaduais             |